# André Bachand (libéral)
Pour les articles homonymes, voir Bachand et André Bachand.
Ne doit pas être confondu avec André Bachand (1961-).
André Bachand B.A., LL.L. (né le 15 juin 1934) fut un avocat et homme politique fédéral du Québec.

## Biographie
Né à Roxton Falls en Montérégie, il a été conseiller aux affaires extérieures du recteur de l'Université de Montréal, Roger Gaudry. Bachand devint député du Parti libéral du Canada dans la circonscription fédérale de Missisquoi en 1980. Il fut défait à Brome—Missisquoi en 1984 et en 1988.
Durant son passage à la Chambre des communes, il a été secrétaire parlementaire du ministre de l'Agriculture en 1984.